# Gekijōban Cardcaptor Sakura: Fūin Sareta Card
Sakura Card Captors - A Carta Selada (劇場版カードキャプターさくら 封印されたカード, Gekijōban Cardcaptor Sakura - Fūin Sareta Card) é o segundo filme de animação baseado no animê Sakura Card Captors, do quarteto Clamp. No Brasil, já foi exibido pelo Cartoon Network e foi lançado em VHS e DVD. O filme também passou na canal aberta, na Rede Globo no programa TV Globinho. Dublado pelo Estúdio Gábia. Ele estreou nos cinemas japoneses em 15 de julho do ano 2000 . A animação foi feita pela Madhouse , foi dirigido por Morio Asaka e escrito por Nanase Okawa . O filme fecha a história de Cardcaptor Sakura no anime deixando claro e esclareceu a relação entre Sakura Kinomoto e Li Syaoran.

## História
A história se passa após a terceira temporada do anime. Depois de Syaoran Li voltar a Hong Kong, no Japão, Sakura leva uma vida aparentemente normal, agora dona das cartas Sakura, anteriormente Cartas Clow. No entanto, depois de Syaoran ter dito os seus sentimentos a Sakura e ter voltado para casa, Sakura não da resposta pelo amor do amigo, fica confusa e só depois de um tempo decide contar a ele frente a frente na primeira oportunidade de vê-lo.
Syaoran, junto de Meiling, sua prima, voltam ao Japão por estarem nas férias de verão em Hong Kong. Eles chegam na véspera de um festival em Tomoeda, onde a turma de Sakura apresentará uma peça teatral.
No decorrer do filme, Sakura, com a ajuda de Meiling e Tomoyo, tenta confessar seus sentimentos por Syaoran, no que acaba falhando enquanto que alguns objetos e eventualmente cartas Sakura vem “desaparecendo” sem que Kero, Yue ou Sakura percebam. A orientação vem de Eriol, reencarnação de Clow Reed que comunica em um telefonema à Sakura que a causa para esse fenômeno era obra de uma carta Clow ( The Nothing ou Vácuo) que esteve em silêncio após as cartas Clow serem espalhadas. Segundo Eriol, para capturar esta carta era necessário uma coisa: Sakura deveria abrir mão de seu sentimento mais importante.
Como decisão das cartas Sakura, a nova mestra sente-se confusa, mas em suas tentativas de capturar a carta, somem mais cartas de sua coleção, dificultando o seu trabalho ao mesmo tempo que várias coisas,  tais como edifícios e pessoas vão sumindo.
No final, junto de Syaoran, a carta The Nothing confessa entristecida que permaneceu muito tempo sozinha e que só queria a companhia das outras cartas, resolvendo causar suas catástrofes para tirar todas as cartas da nova mestra, então Sakura, usando palavras a convence e conforta a problemática carta, assegurando que se fosse selada e tornando-se uma carta Sakura, estaria perto de todas as outras. A carta aceita calmamente e Sakura captura-a, abrindo mão de seus sentimentos por Syaoran, selando a carta e transformando-a em uma carta Sakura. A carta renasce junto de uma carta Sakura sem nome ou kanji, com o nome The Hope (Esperança), confortando Sakura, sendo agora que todos os estragos e pessoas voltaram ao normal, inclusive seu amor, Syaoran, por quem finalmente confessa seus sentimentos.